# MADDER その事件、ワタシが犯人です
『MADDER その事件、ワタシが犯人です』（マダー そのじけん ワタシがはんにんです）は、2025年4月11日（10日深夜）から6月13日（12日深夜）に関西テレビの「カンテレ×FODドラマ」枠で放送されたテレビドラマ。主演は本作が地上波連続ドラマ初主演となる五百城茉央（乃木坂46）。

## キャスト

### 主要人物
仲野茜（なかの あかね）
演 - 五百城茉央（乃木坂46）
偏差値78超の天才高校生。清爛学園創立以来初の入試全教科満点の入学生。2004年生まれ。
黒川悠（くろかわ ゆう）
演 - 山村隆太（flumpool）
電気店「折下電気商会」の店員。殺人事件の犯人と思われる謎の青年。父は国会議員で自身は東京大学卒業というエリートの出。

### 警察関係者
梶谷美和（かじや みわ）
演 - 武田梨奈
捜査一課の刑事。
森野真治（もりの しんじ）
演 - 濱正悟
捜査一課の刑事。

### 清爛学園

#### 生徒
江藤新（えとう あらた）
演 - 樋口幸平
茜の同級生でクイズ研究部の部員。
宮内大翔（みやうち ひろと）
演 - 山下永玖（ONE N' ONLY）
茜の同級生で数学研究部の部員。数学オリンピックで優勝した経歴を持つ。
篠崎麻友
演 - 吉名莉瑠
茜の同級生。国際言語学オリンピックで優勝したペンタリンガル。
依原湊
演 - 水野響心
茜の同級生。天文学オリンピック優勝者。
小野優伽
演 - 花音
茜の同級生。絶対音感を持つ、藝大志望。
北條凛
演 - つぐみ
茜の同級生。生徒会に所属。
須藤昌也（すどう まさや）
演 - 桑山隆太（WATWING）
茜の先輩で美術部員。

#### 教員
門倉幸太郎
演 - なすび
茜のクラス1Aの担任で美術教師。
佐々木結希
演 - イワクラ
1A副担任で数学教師。
箕輪清
演 - おかやまはじめ
古文教師。
司重彦
演 - 利重剛
学校長。

## スタッフ
- 脚本 - 伊達さん[1]
- 音楽 - 今村左悶[4]
- 主題歌 - Billyrrom「CYM」（SPYGLASS AGENT）[4]
- 監督 - 頃安祐良、高橋栄樹、畑山創[1]
- プロデューサー - 佐藤貴亮、小宮泰也（イースト）、山中直樹（ROBOT）[1]
- 制作協力 - イースト、ROBOT[1]
- 制作 - 関西テレビ[1]

## 放送日程
| 話数   | 放送日  | サブタイトル                     | 監督     |
| ------ | ------- | -------------------------------- | -------- |
| PAGE.1 | 4月11日 | 4月8日 [彩ある世界]              | 頃安祐良 |
| PAGE.2 | 4月18日 | 4月10日 [愚かな天才たち]         | 頃安祐良 |
| PAGE.3 | 4月25日 | 4月18日 [セイラントウイツツブス] | 高橋栄樹 |
| PAGE.4 | 5月02日 | 5月9日 [引き返せない場所へ]      | 高橋栄樹 |
| PAGE.5 | 5月09日 | 5月22日 [私が、犯人です]         | 畑山創   |
| PAGE.6 | 5月16日 | 5月24日 [途方もない虚無感]       | 畑山創   |
| PAGE.7 | 5月23日 | 5月26日 [月が綺麗]               | 畑山創   |
| PAGE.8 | 5月30日 | 6月9日 [黒川さんの手記]          | 頃安祐良 |
| PAGE.9 | 6月06日 | ワタシが犯人です                 | 頃安祐良 |
| 最終話 | 6月13日 | 気づけばよかった                 | 頃安祐良 |

## 放送局
| 放送期間                | 放送時間                     | 放送局     | 対象地域   | 備考   |
| ----------------------- | ---------------------------- | ---------- | ---------- | ------ |
| 2025年4月11日 - 6月13日 | 金曜 0:15 - 0:45（木曜深夜） | 関西テレビ | 近畿広域圏 | 製作局 |
|                         | 金曜 2:15 - 2:45（木曜深夜） | フジテレビ | 関東広域圏 |        |